# Punctum
Punctum és una editorial catalana fundada a Lleida el desembre de 2005 pels filòlegs Òscar Bagur i Marta Villalonga. La seva especialitat és l'edició de materials i estudis sobre filologia catalana, incloent estudis de diversos grups de recerca d'universitats catalanes. Ha participat en exposicions com Petis llibres, grans editors (2009) organitzada pel Foment de les Arts i el Disseny. Segons l'Scholary Publishers Indicators in Humanities and Social Sciences de 2014, Punctum se situa al número 49 en el rànquing d'editorials de «Lingüística, Literatura y Filología», d'un total de 195 editorials espanyoles avaluades.